# Boeitai
El Boeitai era una "milicia nacional" japonesa de la Segunda Guerra Mundial. Fue establecido por el Ministerio de Guerra en junio de 1944 en respuesta al empeoramiento de la situación de guerra que enfrentaba Japón, e inicialmente incluía a todos los reservistas de 20 a 40 años, incluidos aquellos que normalmente no serían responsables del servicio militar bajo el sistema de reclutamiento japonés. Los Ejércitos de Área del Ejército Imperial Japonés tenían la responsabilidad de entrenar y administrar las unidades Boeitai, y había una variación considerable en la forma en que se estructuraban y usaban estas formaciones. Las unidades Boeitai se establecieron en las islas de origen japonés, Okinawa, Corea y Formosa. A diferencia de los soldados regulares del ejército japonés, el personal del Boeitai no estaba adoctrinado para luchar hasta la muerte o considerarse sujetos imperiales.
Alrededor de 20.000 reclutas locales del Boeitai participaron en la Batalla de Okinawa en 1945, la mayoría de los cuales sirvieron inicialmente como obreros o con funciones de apoyo, pero algunos aumentaron las unidades del Ejército de primera línea. La mayoría de los Boeitai de Okinawa eran adolescentes, o mayores de 30 y 40 años. A medida que continuaban los combates, muchos de los miembros del personal de apoyo fueron asignados a tareas de combate a pesar de que no se les proporcionó ninguna capacitación para este rol o armas efectivas; a algunos miembros del personal del Boeitai se les ordenaba llevar a cabo misiones suicidas en las que intentaron volar tanques con cargas de dinamita. Además, varios grupos del Boeitai de Okinawa lucharon como partidarios armados principalmente con lanzas y granadas. La moral entre el personal del Boeitai en Okinawa era baja, debido a la discriminación que sufrían a manos del personal militar japonés y la creencia generalizada de que la guerra se había perdido. Además, muchos reclutas del Boeitai tenían familias a quienes apoyar. Como resultado, alrededor del 20% del personal del Boeitai en Okinawa desertó o se rindió a las fuerzas estadounidenses. Sin embargo, el 50% del personal fue víctima durante la batalla.